# Димитреску, Константин
Константи́н Димитре́ску (рум. Constantin Dimitrescu, konstanˈtin dimiˈtresku; 7 марта (19 марта) 1847, Блежой, Валахия, ныне Прахова, Румыния — 9 мая 1928, Бухарест, Румыния) — румынский виолончелист, композитор, дирижёр и педагог. Основоположник национальной школы виолончельного искусства.

## Биография
В 1864—1867 годах учился в Бухарестской консерватории (у Александру Флехтенмахера), в 1867—1869 годах в Венской консерватории (у Карла Шлезингера) и в 1869—1870 годах в Парижской консерватории (у Огюста Франкомма). В 1880 году основал первый румынский струнный квартет. В 1870—1904 годах был первым виолончелистом симфонического оркестра Филармонического общества. В 1870—1893 годы — виолончелист, а в 1893—1900 годы — дирижёр Национального театра в Бухаресте. В 1906—1916 годы — дирижёр оркестра Министерства народного образования. Много концертировал как по Румынии, так и за её пределами. В 1873—1916 годы — профессор Бухарестской консерватории (класс виолончели). Среди его учеников — Джордже Джорджеску, Димитрие Динику и другие.

## Сочинения
- комическая оперы «Нини» (1898, Бухарест)
- 3 концерта для виолончели с оркестром
- 7 струнных квартетов